# Кунвальд, Эрнст
Эрнст Кунвальд (нем. Ernst Kunwald; 1868—1939) — австрийский дирижёр.
Окончил школу при венском Шотландском монастыре.
Работал капельмейстером во Франкфурте, затем в 1907—1912 гг. вторым дирижёром Берлинского филармонического оркестра. В 1912—1917 гг. главный дирижёр Симфонического оркестра Цинциннати; в 1916 г. осуществил, в частности, американские премьеры Третьей симфонии Малера (9 мая 1914 г.) и «Альпийской симфонии» Рихарда Штрауса (27 апреля 1916 г., на 24 часа опередив Филадельфийский оркестр под руководством Леопольда Стоковского). Объявляя своё кредо в одном из интервью этого периода, Кунвальд говорил о необходимости «представлять музыку чисто, благородно, человечно и искренне». В январе 1918 г. был интернирован как гражданин Австрии — как считается, в связи с тем, что в день, когда президент США Вудро Вильсон обратился к Конгрессу США за согласием на объявление войны Германии, дирижируя по обязанности американским гимном, обратился к публике с фразой: «Но моё сердце на другой стороне» (впрочем, произошло это в апреле 1917 г., а интернирован Кунвальд впервые был в декабре). В 1920-е гг. работал в Кёнигсберге, после 1928 г. руководил одним из симфонических оркестров Берлина.
Автор ряда статей о музыке — в частности, «Дирижёрское искусство» (нем. Die Kunst des Dirigenten; в альманахе «Sang und Klang Almanach», Берлин, 1921).